# Pauline Kergomard
Pauline Kergomard, née le 24 avril 1838 à Bordeaux et morte à Saint-Maurice le 13 février 1925, est une pédagogue et institutrice française, nommée en 1881 inspectrice générale des écoles maternelles, occupant ce poste trente-huit ans et jouant un rôle essentiel dans leur mise en place.
Née dans une famille de la bourgeoisie protestante bordelaise, elle obtient le brevet d'institutrice à l'âge de dix-huit ans mais décide toutefois, de n'exercer qu'en donnant des leçons privées, le plus souvent à son domicile. S'installant à Paris en 1861, elle fréquente les milieux républicains, au sein desquels elle rencontre le poète et chansonnier Gustave de Penmarch, qu'elle épouse en 1863 et avec lequel elle a trois enfants dont un mort en bas âge.
En raison des difficultés financières récurrentes de son foyer, Pauline Kergomard passe le concours de l'inspection primaire, et est nommée en 1879 inspectrice générale des salles d'asile, puis des écoles maternelles lorsque celles-ci sont créées en 1881. Elle joue un rôle central dans leur mise en place, les voulant un lieu de libre apprentissage pour les enfants où le jeu est une activité essentielle. Elle occupe ce poste jusqu'à sa retraite le 1er octobre 1917.
Militante laïque et féministe, elle participe à la création de plusieurs associations intervenant dans le domaine social. Elle est également en 1886 la première femme élue au Conseil supérieur de l'instruction publique et, en 1910, l'une des premières femmes officier de la Légion d'honneur.
Elle meurt en 1925, huit ans après avoir pris sa retraite.

## Biographie

### Origines et études
Marie Pauline Jeanne Reclus naît à Bordeaux dans un milieu bourgeois d'une mère libraire décédée tôt et d'un père instituteur.
À la suite du remariage et de la mutation de son père comme inspecteur des écoles en Isère, et comme elle ne s'entend pas avec sa belle-mère, elle passe trois années, entre ses 13 ans et 15 ans, à Orthez chez son oncle Jacques Reclus, pasteur d'une communauté protestante indépendante. Elle suit l'enseignement de sa tante Zéline qui y dirige une école dont la pédagogie d'inspiration rousseauiste l'aurait fortement marquée. Pour autant, elle n'apprécie pas la vie austère que mènent son oncle et sa tante, décrivant plus tard son séjour comme « mes trois ans de bagne à Orthez » et s'attirant sur le moment les moqueries de ses cousines qui la trouvent hautaine.
Au sortir de ce pensionnat, elle entre au cours normal d'institutrices de la Gironde (qui ne s'appelle pas encore ainsi)  et devient institutrice à 18 ans. Elle décide de n' exercer qu'en donnant des leçons privées, sans doute en raison de la position délicate de son père, inspecteur des écoles de la Gironde qui pâtit durant toute sa carrière de son protestantisme dans un système scolaire dominé par le catholicisme. Dès lors et jusqu'à sa mort, Pauline Kergomard vit de ses propres revenus.
Elle est, à l'époque, influencée par le pasteur Charles-Marie-Athanase Pellissier, fondateur de la première église protestante à Bordeaux. Devenue agnostique quelques années plus tard, elle reste marquée par l'éthique protestante toute sa vie. Elle déclare ainsi bien plus tard pour justifier de n'avoir pas donné d'éducation religieuse à ses enfants : « Je suis une vieille huguenote mais pas une chrétienne ».

### Installation à Paris
En 1861, elle s'installe à Paris chez sa sœur aînée Suzanne. Comme à Bordeaux, elle gagne sa vie grâce à des leçons privées. Par l'entremise de son autre sœur Noémi, elle fréquente les milieux républicains. Elle rencontre ainsi Jules Duplessis-Kergomard, qu'elle épouse en 1863.
Son mari est un libre-penseur, écrivain désargenté publiant sous le nom de plume de Gustave de Penmarch, et ce mariage avec un homme peu porté sur le travail déplaît à sa famille. Ils ont trois enfants : Joseph-Abraham (prénom formant un double hommage à Garibaldi et Lincoln) qui décède quelques semaines après sa naissance ; puis Joseph-Abraham-George (comme Washington) et enfin Jean (simplement nommé comme son grand-père maternel, pour marquer la réconciliation avec celui-ci). Ses deux enfants atteignant l'âge adulte épousent chacun une des filles de Jules Steeg.
Selon le site de presse de la BnF, elle dirige une école privée à 25 ans. Mais les difficultés financières des Kergomard sont persistantes, et l'argent que gagne Pauline Kergomard en écrivant des livres pour enfants et en prenant des pensionnaires à domicile ne suffit pas. En 1878, elle demande à être nommée directrice d'une école normale primaire. Jules Steeg, dont l'épouse est l'une de ses amies, la recommande en parallèle à Ferdinand Buisson, qui vient d'être nommé directeur de l'enseignement primaire, lequel lui propose de passer le concours de l'Inspection primaire qu'elle réussit en 1879. Grâce à son appui, elle devient en 1879 déléguée générale à l’inspection des salles d’asile lors de la création de ce poste.

### Inspectrice générale des écoles maternelles (1881-1917)
À partir de cette date, elle joue un rôle prépondérant dans la mise en place des écoles maternelles en France. En 1881, Jules Ferry, ministre de l'Instruction publique et des Beaux-Arts, la nomme au poste d'inspectrice générale des écoles maternelles qu'il vient de créer, poste central qu'elle occupe jusqu'à sa retraite,.
Elle est aussi la directrice de la revue L'Ami de l'enfance, qui paraît de 1881 à 1896 et dans laquelle elle publie des notes d'inspection et des réponses au courrier qu'elle reçoit. Son ouvrage le plus célèbre, L’Éducation maternelle dans l’école (1886), rassemble des textes parus dans cette revue. En cela, elle est une véritable pédagogue, donnant également des cours à l'école normale des Batignolles, les « cours Kergomard ».

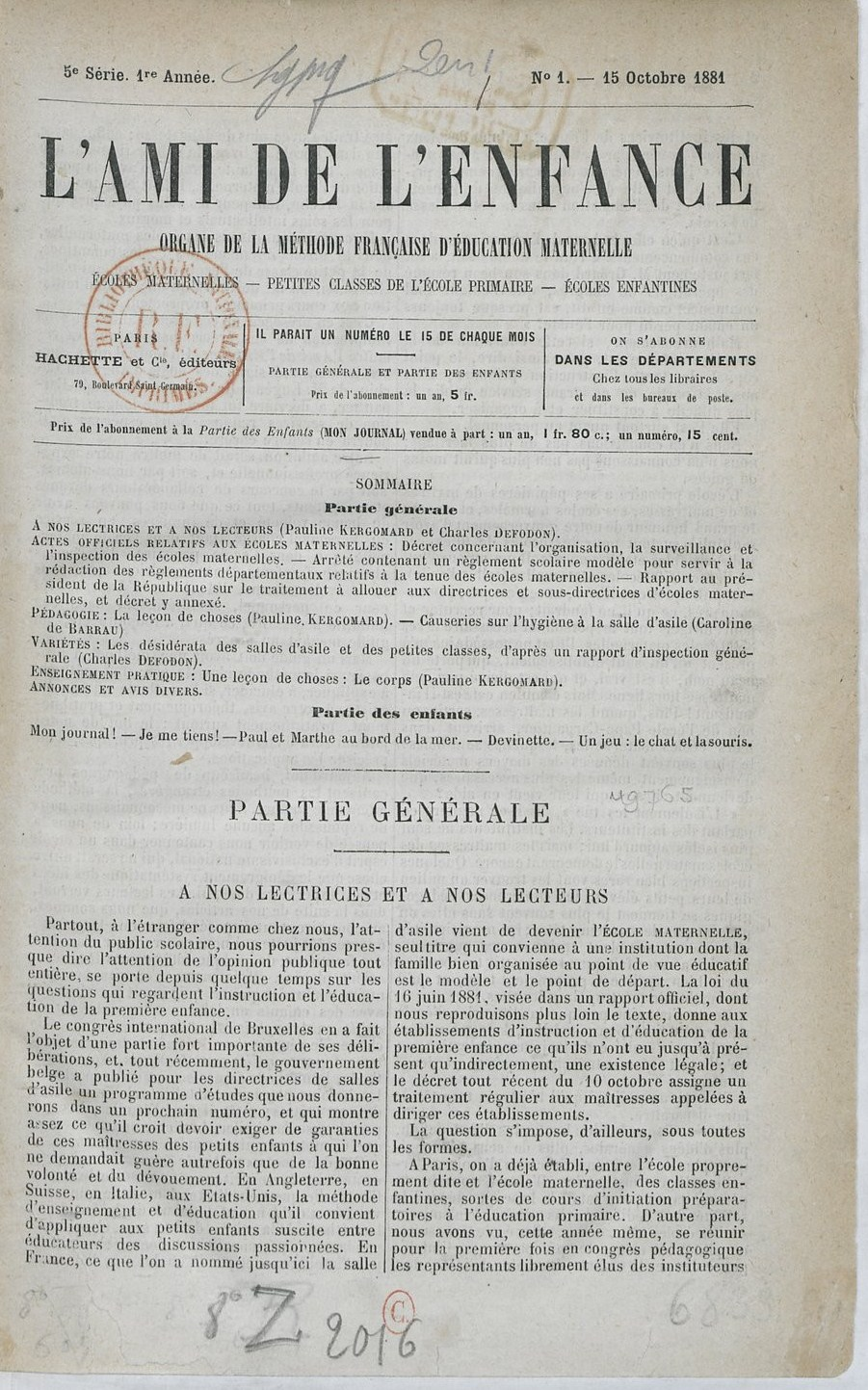
Première page du numéro un de L'Ami de l'enfance, organe de la méthode française d'éducation maternelle.

Sa famille s'amuse devant ses déplacements innombrables, disant qu'elle est avec son cousin le géographe Élisée Reclus, la meilleure cliente des chemins de fer en France. Elle mène en effet « une activité professionnelle d’une intensité tout à fait extraordinaire : inspections dans toute la France ; conférences ; rapports avec les pouvoirs publics, régionaux ou nationaux ; initiatives diverses contre la misère des enfants et pour la promotion des femmes ». Républicaine convaincue, elle n'en est pas moins critique à l'égard de certains hommes politiques dans sa correspondance, notamment Gabriel Compayré, Aristide Briand, ou encore Gaston Doumergue.
En 1886, elle est la première femme élue au Conseil supérieur de l'instruction publique. Très impliquée socialement, elle participe à la création l'année suivante de l'Union française pour le sauvetage de l'enfance, qui vient en aide aux enfants et adolescents en souffrance, à l'époque dénommée « Sauvetage de l'enfance moralement abandonnée ». En 1891, elle crée la « Société contre la mendicité des enfants ». En 1895, elle participe au congrès international de Bordeaux, et en 1896 à celui de Genève, sur la protection de l'enfance.
En 1880, elle obtient pour son mari une mission d'inspection des bibliothèques populaires en Bretagne, afin de lutter contre la dépression chronique dans laquelle il s'était progressivement enfoncé. En 1894, elle se sépare de son mari.
Féministe, elle est également membre du Conseil national des femmes françaises créé en 1901. Elle en préside la section Éducation de 1905 à 1920.
Honorée du titre de chevalier de la Légion d'honneur en 1891, elle est promue officier en 1910. Son goût de l'action la pousse à rester en fonction jusqu'à l'âge de 79 ans,, en 1917.
Lors de ses obsèques en 1925, le philosophe, professeur d'université et défenseur de l'école laïque Paul Lapie prononce son éloge funèbre.

## La mise en place de l'école maternelle en France
Alors que sa famille s'est engagée dans la Commune de Paris, Pauline Kergomard apparaît comme « une passeuse entre l'éducation socialiste et l'école ferryste ». Jean-Noël Luc précise que, sans en être l'unique artisan, elle joue un rôle éminent dans cette mise en place en raison de « sa personnalité, sa position, […] ses nombreux réseaux, politique, administratif, protestant, philanthropique et féministe ».

### Transformation des salles d'asile

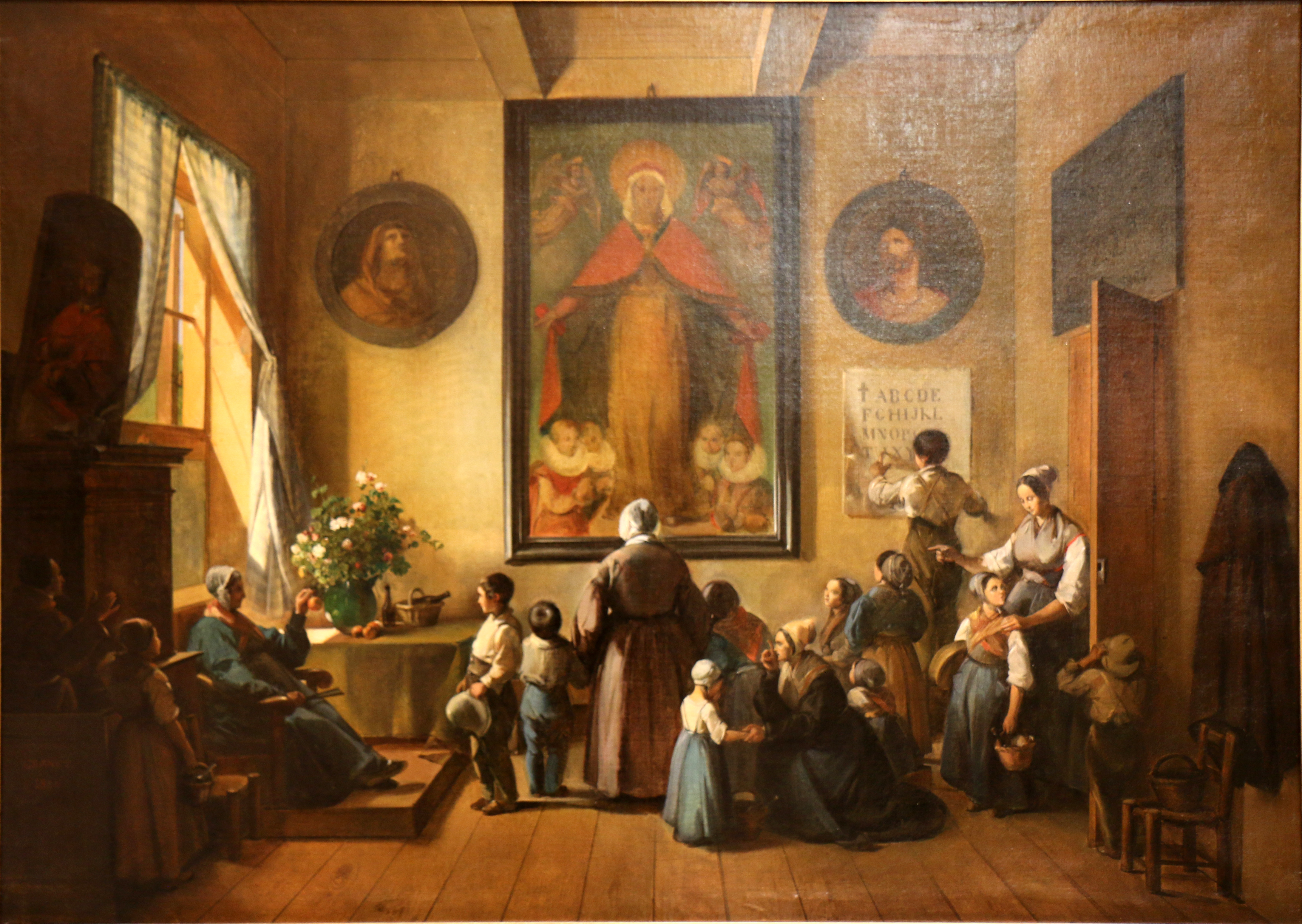
François Marius Granet - Intérieur d'une salle d'asile (1844).

Pauline Kergomard se bat avec Ferdinand Buisson pour transformer les salles d'asile alors fréquentées par les enfants les plus pauvres. Inspirée par l'éducatrice Marie Pape-Carpantier, elle est à l'origine du passage d'« établissements charitables » à vocation essentiellement sociale (il s'agit au moment de leur création d'héberger les enfants des femmes qui travaillent), aux écoles maternelles, formant la base du système scolaire. Un décret de 1881 en fait des établissements « d'éducation », un autre en 1887 des établissements de « première éducation ».
Dans ces asiles, elle fait abattre dès 1880 les cloisons à l'intérieur des salles qui séparent les garçons des filles, ce qui lui vaut d'être taxée d'immoralité. Elle est même accusée d'indécence lorsqu'elle recommande aux maîtresses, pour des raisons d'hygiène, de laver le corps de leurs élèves, et non pas seulement le visage et les mains.
Elle invente des outils de pédagogie pour remplacer une éducation par l'obéissance et la soumission qu'elle assimile à un « crime de lèse-enfance » : « La salle d'asile, encombrée dès le début, par un trop grand nombre d'enfants, les a enrégimentés […] comme dans une prison ; elle les a fait marcher […] comme des forçats ; elle les a alignés les uns contre les autres sur des marches de gradins ou sur des bancs rivés au sol ; elle les a fait lever tous ensemble au claquoir […] ; […] elle les a fait compter, réciter, répondre, tous ensemble et toujours au claquoir. » Dans les textes officiels publiés sous Louis-Philippe et Napoléon III, l'objectif fixé aux salles d'asile est en effet de former des travailleurs dociles, des citoyens polis et honnêtes, mais aussi d'éviter le vagabondage.

### Pour un apprentissage libre de l'enfant
Pauline Kergomard cherche à mettre en place dans les écoles maternelles « une pédagogie spécifique, centrée sur le développement physique et affectif du jeune enfant ». Elle introduit notamment le jeu, dont elle dit dans L'École maternelle en France  qu'il est « le travail de l’enfant, son métier, sa vie », ainsi que des activités artistiques et sportives. Elle prône une initiation à la lecture, à l'écriture et au calcul, à partir de cinq ans seulement.
Elle retire l'apprentissage par cœur et les nombreux exercices de mémorisation. Plus généralement, elle s'oppose à la tendance qui veut faire de ces écoles des lieux d'instruction à part entière, s'attachant plutôt à favoriser le « développement naturel » de l'enfant avec un apprentissage par la liberté de mouvement, la manipulation des jouets et l'acquisition de la langue par la libre parole. Elle dit à ce propos : « Il est contraire à la logique de forcer l'intelligence à accepter une nourriture qu'elle ne peut assimiler ; contraire à la logique d'apprendre à lire à des enfants qui ne savent pas parler. »
Cette approche est avant tout pragmatique : dans les années 1880, de nombreux enfants scolarisés dans ces écoles maternelles parlent des patois, et Pauline Kergomard voit nombre d'institutrices s'obstiner à donner à leurs élèves des leçons dans une langue qu'ils ne comprennent pas. Elle recommande donc de « faire parler le petit enfant » en le plaçant dans la réalité, pour qu'il acquière ainsi progressivement l'usage du français.

### Recommandations pour l'école maternelle contemporaine
Elle fait acter par les programmes que le jeu est le premier travail des jeunes enfants et réclame un mobilier adapté à leur taille, précédant Maria Montessori. Elle recommande également de préserver la mixité à l'école maternelle.
Éric Plaisance note que son approche qui place l'enfant au cœur des apprentissages fait un siècle plus tard l'unanimité dans le domaine pédagogique, et constitue une action fondamentale pour une réelle équité à l'école et la réduction des inégalités sociales : « une véritable égalité des chances de développement intellectuel entre des enfants inégaux exige un enseignement lui-même inégal suivant les individus, adapté à chaque cas pour être vraiment compensateur. »

## Postérité

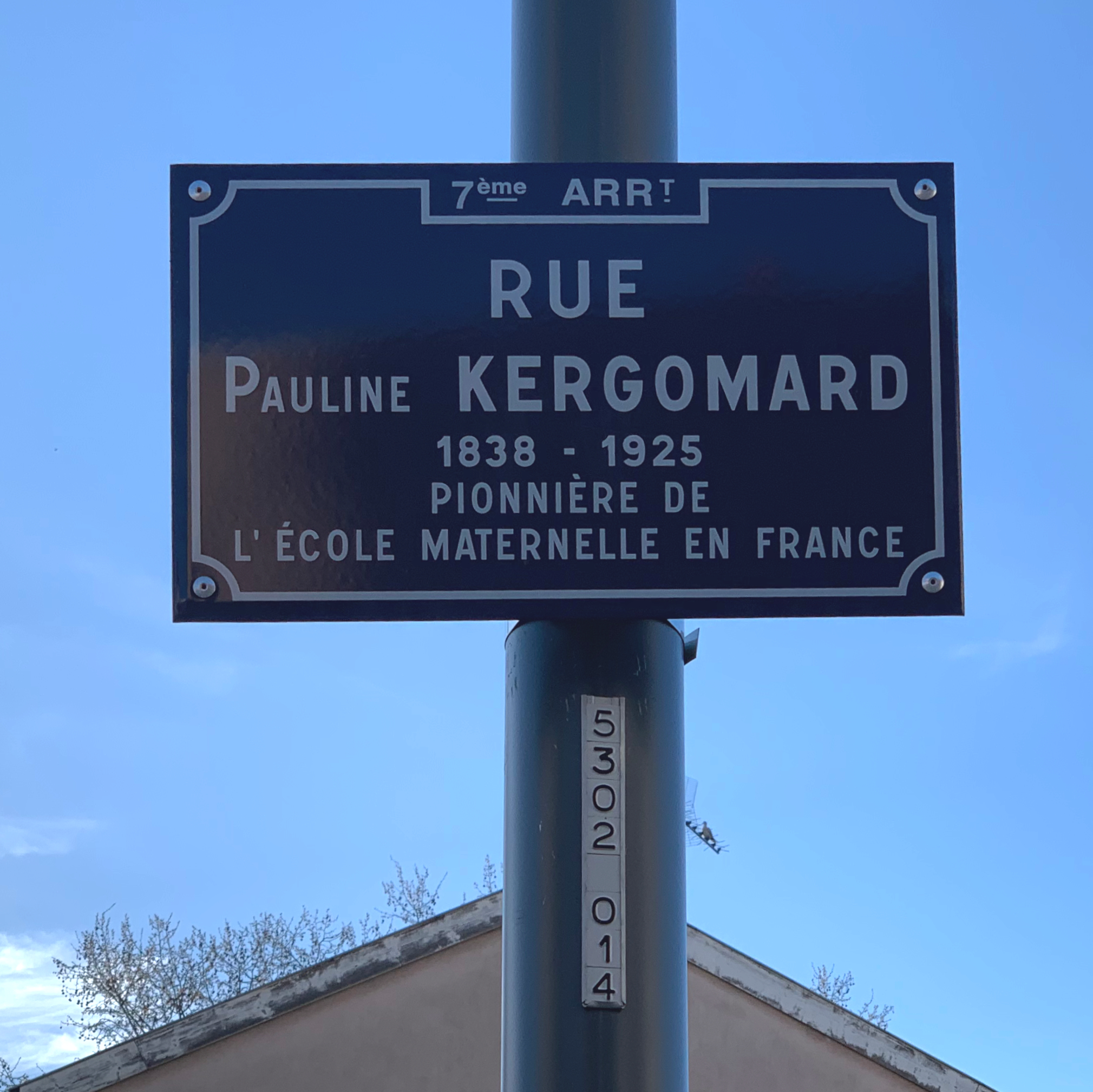
Plaque de la rue Pauline-Kergomard à Lyon.

En France en 2015, 113 établissements scolaires dont de très nombreuses écoles maternelles portent le nom de Pauline Kergomard, ce qui en fait la troisième personne liée à l'enseignement dont le nom est le plus souvent repris.
Plusieurs rues portent son nom en France : à Bordeaux, Paris, Lyon, Dijon, Le Havre, Rezé mais aussi Pontivy, Cenon, Châtellerault, Taverny et Ducos. Une rue Pauline Kergomard se trouve également à Casablanca au Maroc, et un timbre de 1,70 F, édité le 8 mars 1985 pour la journée internationale des femmes, lui rend hommage.
Selon Micheline Vincent-Nkoulou, et bien qu'il existe même un prix Kergomard, il y a un paradoxe dans la postérité de Pauline Kergomard, qu'elle désigne comme « une figure, mais une figure sans renom ». On la commémore mais on ne la connaît pas vraiment au-delà de la formule « l'inventrice de l'école maternelle » et l'étude de ses idées est assez difficile. Jusqu'en 2009 seuls cinq thèses et deux livres lui sont consacrés en Europe et son ouvrage principal, L'École maternelle en France, n'est pas réédité depuis 1974,.
La promotion 57 de l'Institut régional d'administration de Nantes (2025) porte son nom.

## Publications
- Galerie enfantine des hommes illustres (1879) lire en ligne sur Gallica, [lire en ligne]
- Les Biens de la terre, causeries enfantines (1879) lire en ligne sur Gallica, [lire en ligne]
- L'Amiral Coligny (1881)
- Nouvelles enfantines (1881)
- Une brouille de peu de durée. Les Convives de Gabrielle. Fileuse et couseuse (1883)
- Histoire de France des petits enfants (1883)
- L'Éducation maternelle dans l'école
  - 1re partie (1886) lire en ligne sur Gallica, [lire en ligne]
  - 2e partie (1895) lire en ligne sur Gallica, [lire en ligne]
- Cinquante images expliquées (album pour les enfants, 1890) lire en ligne sur Gallica, [lire en ligne]
- Heureuse rencontre (1895) lire en ligne sur Gallica, [lire en ligne]
- Les Écoles maternelles, décrets, règlements et circulaires en vigueur (1905) lire en ligne sur Gallica, [lire en ligne]
- Les Écoles maternelles de 1837 jusqu'en 1910, aperçu rapide (1910)
- (Co-auteure) L'Enfant de deux à six ans. Notes de pédagogie pratique, avec Henriette-Suzanne Brès, [lire en ligne], site babordnum.fr.